# Carex albida
Carex albida är en halvgräsart som beskrevs av Liberty Hyde Bailey. Carex albida ingår i släktet starrar, och familjen halvgräs. Inga underarter finns listade i Catalogue of Life.